# Eurypon
Eurypon (altgriechisch Εὐρυπῶν Eurypṓn), Euryphon (altgriechisch Εὐρυφῶν Euryphṓn) oder Eurytion (altgriechisch Εὐρυτίων Eurytion) gilt in der griechischen Mythologie als eponymer Ahnherr des spartanischen Königshauses der Eurypontiden.

## Überlieferung
Er wird in den älteren Quellen von Herodot und Strabon Sohn des Prokles, in den jüngeren Sohn des Soos genannt. Bei Eusebius von Caesarea, der Diodor als seine Quelle angibt, ist er gar nicht erwähnt und lässt auf Prokles Prytanis folgen. Man vermutet jedoch, dass hier eine Lücke im Text ist und man sowohl Soos und Eurypon ergänzen muss. Als Regierungszeit nimmt man die dem Prokles zugeordneten 51 Jahre an. Er gilt als Vater seines Nachfolgers Prytanis.
Als sein Mitkönig Agis I. umgebracht wurde, verfolgte er die Täter bis nach Mantineia und belagerte die arkadische Stadt. Als er die Stadt nach einiger Zeit nicht erobern konnte, schlug er den Einwohnern vor, sie sollten doch die Mörder übergeben und er werde abziehen. Um dies zu verhindern taten sich die Täter zusammen und brachten die Sklaven auf ihre Seite, indem sie ihnen Freiheit versprachen. Nun zogen sich die Bürger in einen Bereich Mantineias zurück, öffneten die Stadttoren und überließen die Täter den Spartanern. Eurypon ließ die Mörder ergreifen und hinrichten und zog dann wie versprochen wieder ab.
Warum das Königshaus nach ihm und nicht nach seinem Ahnherrn Prokles benannt wurde, wurde verschieden erklärt. Herodot erklärte, dass Eurypon der erste König von Sparta war. Nach Strabon galt Prokles, weil er Lakedaimon erobert hatte, als Eindringling und erst Eurypon wurde als rechtmäßiger Herrscher anerkannt. Pausanias sagte, dass er so ein hohes Ansehen genoss, dass das Königshaus, das zuvor nach Prokles Prokliden hieß in Eurypontiden umbenannt wurde. Plutarch führte schließlich an, dass sein Vater Soos zwar sehr berühmt war man aber Eurypon dankbar war, weil er die uneingeschränkte Despotie abschaffte und den Bürgern ein Mitspracherecht einräumte.